# Majoneza
Majoneza je naziv za hladni umak i namaz napravljen od žumanjca jajeta i ulja.
Može se začiniti limunovim sokom, octom, paprom, hrenom, senfom. Majoneza se rabi kao umak kod jela ili je sastavni dio jela.